# Severntunnel

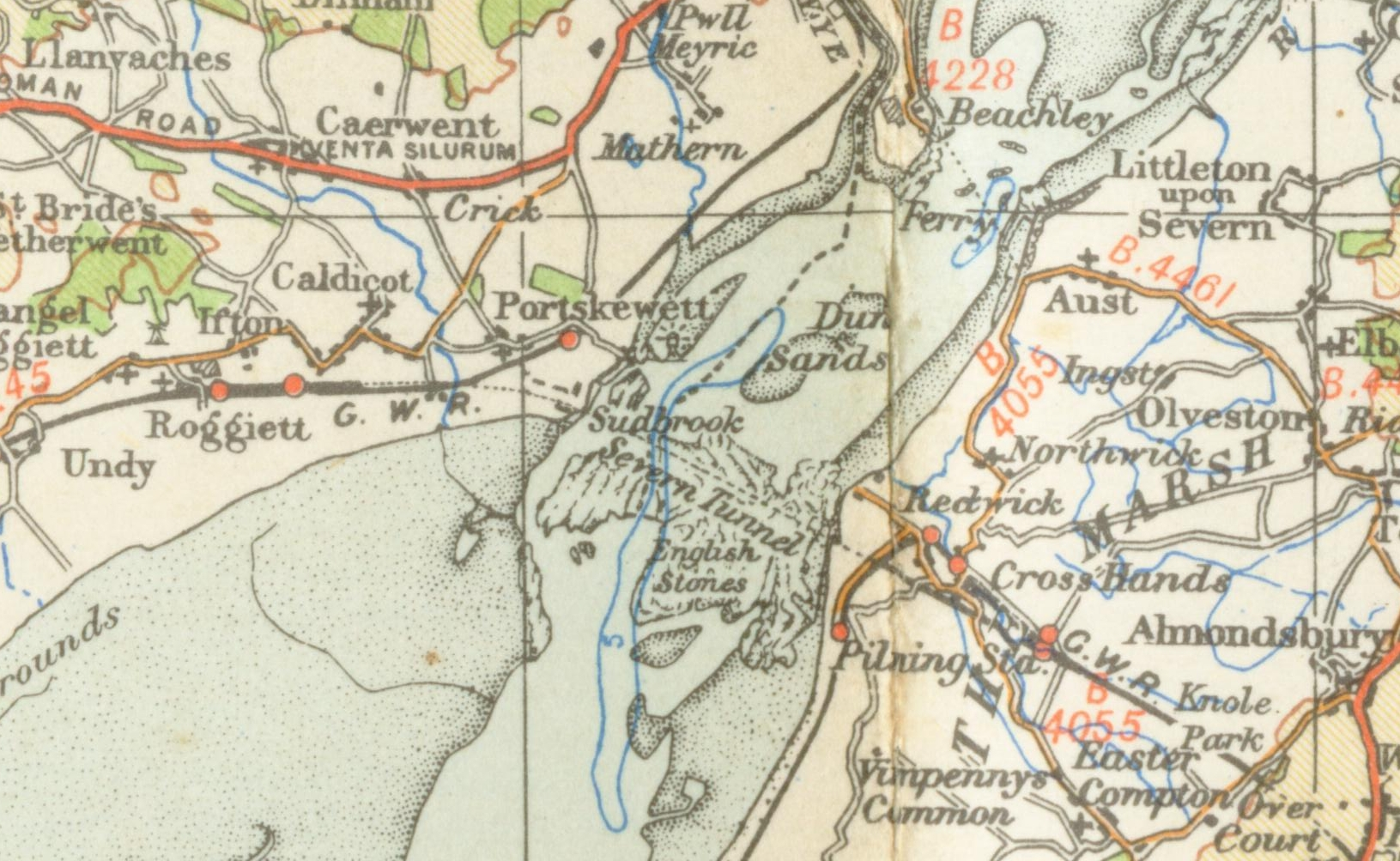
Kaart uit 1946 met de locatie van de tunnel

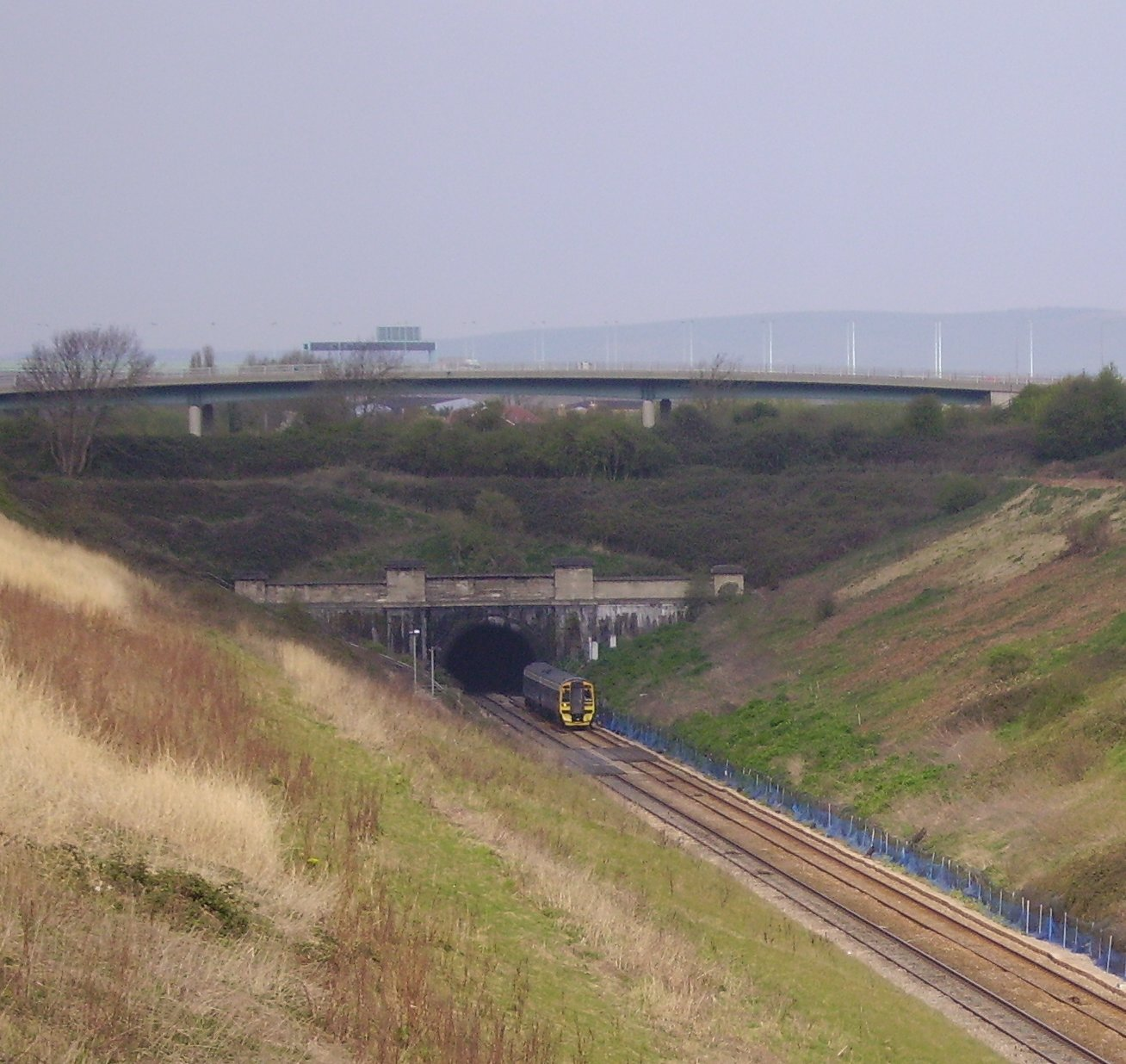
De tunnelingang aan de Engelse kant

De Severntunnel (Welsh: Twnnel Hafren) is een spoorwegtunnel in het Verenigd Koninkrijk, die South Gloucestershire in het westen van Engeland verbindt met Monmouthshire in het zuiden van Wales onder de monding van de rivier de Severn.
De tunnel werd gebouwd door de Great Western Railway (GWR) tussen 1873 en 1886 met als doel de reistijden van hun treinen, zowel passagiers als vracht, tussen Zuid-Wales en West-Engeland drastisch te verkorten. De voltooiing ervan werd vaak beschouwd als de kroon op het werk van de bekende Victoriaanse civiel ingenieur en hoofdingenieur van GWR, John Hawkshaw. Voorafgaand aan de Severntunnel waren lange omwegen nodig voor al het verkeer tussen Zuid-Wales en West-Engeland, waarbij gebruik werd gemaakt van schepen of een lange omleiding stroomopwaarts via Gloucester. De GWR zag het belang in van een dergelijke tunnel en belastte Hawkshaw  met het ontwerp ervan.
Later kreeg de civiel ingenieur Thomas A. Walker opdracht voor de bouw ervan, die in maart 1873 begon. Het werk verliep soepel tot oktober 1879. Toen vond  een  aanzienlijke overstroming van de tunnel plaats, nu bekend als  "The Great Spring". Na veel en innovatieve inspanningen werden de overstromingen beperkt en kon het werk worden voortgezet, zij het met veel nadruk op drainage.
De eerste passagierstrein reed op 1 december 1886 door de Severntunnel, bijna 14 jaar na het begin van de werkzaamheden. Na de opening vormde de Severntunnel al snel een belangrijk onderdeel van de hoofdspoorlijn tussen Zuid-Engeland en Zuid-Wales. De GWR exploiteerde onder meer tientallen jaren een autoshuttletrein door de tunnel.
De Severntunnel heeft echter ook bijzonder moeilijke omstandigheden opgeleverd, zowel operationeel als op het gebied van infrastructuur en structureel onderhoud. Gemiddeld sijpelt ongeveer 50 miljoen liter water per dag de tunnel in, waardoor de permanente werking van verschillende grote pompen noodzakelijk is. Oorspronkelijk waren er tijdens een groot deel van het stoomtijdperk een groot aantal hulplocomotieven nodig om zware treinen te helpen de hellingen van de tunnel overwinnen. De helling van de tunnel was 1:90 (ongeveer 1%), wat voor een goederentrein steil is.  Deze werden ingezet vanaf nabijgelegen rangeerterreinen. De tijd heeft bewezen dat deze factoren beheersbaar bleven.
De Severntunnel is 7.008 m lang, waarbij 3.620 m van de tunnel onder de rivier ligt. De Severn-tunnel was daarmee tot 1987 de langste onderwatertunnel ter wereld, en meer dan 100 jaar lang de langste hoofdspoortunnel in het VK.  Pas in 2016 werd een bovenleiding geïnstalleerd in de Severntunnel om de doorgang van elektrische tractie mogelijk te maken.